# Николсон, Рейнолд
Ре́йнолд А́лле(й)н Ни́колсон (англ. Reynold Alleyne Nicholson; 18 августа 1868 — 27 августа 1945) — английский востоковед, исследователь исламской литературы и исламского мистицизма, считается самым талантливым исследователем творчества Джалаладдина Руми и переводчиком его произведений на английский.

## Биография
Николсон родился в Китли, Йоркшир, Англия, в семье палеонтолога Генри Николсона. Учился в Абердинском университете и Тринити-колледже (Кембридж). Николсон был преподавателем персидского языка в Университетском колледже Лондона (июнь 1902—1926) и адамсовским профессором арабского в Кембриджском университете (1926—1933). Он считается ведущим исследователем исламской литературы и исламской мистики, который в течение длительного времени имел широкое влияние на науку исламоведения. Он изучал и переводил основные суфийские тексты на арабском, персидском и османском на английский. Николсон написал две очень важные книги: «Литературная история арабов» (1907) и «Мистика ислама» (1914).
Основным трудом Николсона была его работа над поэмой Руми «Маснави», опубликованная в восьми томах между 1925 и 1940 годами. Он создал первое критическое персидское издание «Маснави», первый полный перевод на английский язык и первый комментарий всей работы на английском. Эта работа была весьма влиятельной в области исследований Руми по всему миру.
Николсон перевёл на английский известную персидскую книгу по суфизму «Кашф уль Махджуб», написанную Аль-Худжвири.
Среди студентов Николсона был Артур Джон Арбери, переводчик Руми и Корана.
Рейнолд Николсон умер 27 августа 1945 года в Честере, Чешир, Англия.

## Переводы
- Суфийский трактат Аль-Худжвири
- «Маснави» и «Диван Шамса» Руми
- «Тарджуман аль-Асвак» Ибн Араби
- Поэзия Шаха Абдул-Латифа (на синдхи)